# Альфонс Алле
Альфонс Алле (фр. Alphonse Allais; 20 жовтня 1854 Онфлер — 1905, Париж) — французький журналіст, ексцентричний письменник і чорний гуморист, відомий своїм гострим язиком і похмурими абсурдистськими витівками, на чверть століття випередив відомі епатажні виставки дадаїстів і сюрреалістів 1910-их і 1920-их років.
Предтеча концептуалізму та мінімалізму в літературі, живописі і навіть в музиці.
У 1882—1884 роках Альфонс Алле винайшов власний «монохромний живопис» (чорний, білий, червоний, синій, жовтий. зелений і сірий прямокутники). Чорний мав назву «Битва негрів в глибокій печері темної ночі» (1884),   білий «Перше причастя анемічних дівчаток серед снігу» (1883).